# Ottanitrocubano
L’ottanitrocubano, comunemente conosciuto come ONC è un potente esplosivo avente una bassa sensibilità agli urti, come il trinitrotoluene. La molecola dell'ONC ha la stessa struttura chimica come la molecola del cubano C8H8 però gli atomi di idrogeno sono stati sostituiti dai gruppi NO2+ (gruppi nitro). Ha VoD pari a 10100 m/s.

## Utilizzi
Si presume che l'ottanitrocubano sia oltre 28% più potente dell'HMX, l'esplosivo in uso dai militari dal 2000. Questa potenza superiore è caratterizzata dal fatto che l'ONC ha un peso molecolare più alto dell'HMX, una espansione dei gas più alta (dando come sottoprodotti di esplosione 8CO2 + 4N2) e alla presenza di legami chimici più resistenti nella molecola. L'ONC rispetto all'HMX ha anche degli altri vantaggi sostanziali che lo rendono molto più adatto in ambito militare, dato che non richiede ossigeno atmosferico per decomporsi esplosivamente, non produce vapore acqueo (quest'ultimo aumenta la visibilità dell'esplosione e la riduce ai militari) e sia il prodotto chimico, che i prodotti di decomposizione sono considerati non tossici.
Inoltre l'ONC possiede al suo interno tutti gli elementi in quantità stechiometrica pronti a trasformarsi in prodotti, infatti non necessita di O2 dall atmosfera per degradarsi a (8CO2 + 4N2). Questa proprietà lo rende un esplosivo ancora più potente dato che la sovrappressione che genera nel decomporsi non è accoppiata ad un consumo di ossigeno atmosferico (ovvero una depressione). Una scala utilizzata per la potenza degli esplosivi è il consumo in grammi di O2 per ogni 100g di esplosivo, più il numero è basso più la potenza è alta, nel caso dell'ottanitrocubano il valore è 0.

## Sintesi
Piccole quantità possono essere prodotte in laboratorio, ma a basse quantità le sue prestazioni non sono sufficienti per essere catalogato come esplosivo.
La prima sintesi dell'ottanitrocubano risale al 1999, da Philip Eaton e da Mao-Xi Zhang nell'Università di Chicago, con i test della struttura chimica dal cristallografo Richard Gilardi nel laboratorio di ricerca navale degli Stati Uniti. 
Il Fattore R.E. (simile a quello del blocco di Trauzl) è circa 2,8.